# Herräng Dance Camp
Herräng Dance Camp er en årlig tilbagevendende international swingdanscamp i Herräng nord for Norrtälje. Det er verdens største lindy hop-camp.
Lejren varer fem sommeruger, og deltagere kommer fra hele verden. Udover lindy hop danses beslægtede danser såsom boogie woogie, Step og balboa.

## Historie
Lejren startede i 1982 og var da en svensk swingdanscamp, men i begyndelsen af 1990'erne blev det internationalt. Blandt andet blev officielle brochurer oversat til engelsk. Omkring 1995 var flertallet af deltagere fra udlandet i stedet for som tidligere svenskere.